# Vincenzo dal Prato
Vincenzo dal Prato (Imola, 5 maggio 1756 – Monaco di Baviera, 1828) è stato un cantante castrato italiano.

## Biografia
Vincenzo dal Prato nacque a Imola nel 1756, studiò canto sotto la supervisione di Lorenzo Gibelli e fece il suo debutto all'età di sedici anni a Fano nel 1777. Nel 1779 fu invitato a cantare per il futuro zar Paolo I a Stoccarda. Durante il suo periodo in Germania fu ingaggiato per cantare a Monaco di Baviera, dove si esibì nel periodo d'oro della sua carriera dal 1780 al 1805. Molto popolare per le sue doti canore - un po' meno per quelle recitative - per la natura amichevole e il bell'aspetto, dal Prato era associato soprattutto ai ruoli romantici in opere comiche.
La fama di Vincenzo dal Prato si lega soprattutto all'opera di Mozart Idomeneo, in cui interpretò Idamante in occasione della prima a Monaco nel 1781. Mozart, che aveva già avuto cattive esperienze con i castrati Venanzio Rauzzini e Giovanni Manzuoli ed era restio ad affidare il ruolo a un eunuco, non apprezzò mai dal Prato, di cui criticò aspramente la tecnica e l'apparente ignoranza su come cantare una cadenza. In una lettera al padre, Mozart chiama ironicamente dal Prato "il nostro molto amato castrato Dal Prato", commentando in un'altra lettera dopo un'esibizione che il castrato aveva "cantato in modo vergognoso". Nonostante gli scarsi apprezzamenti di Mozart, la performance di dal Prato fu accolta entusiasticamente dal pubblico e, in particolare, dal principe-conte palatino Carlo Teodoro di Baviera, che gli concesso un vitalizio.